# Messa di voce
Messa di voce (italsky přibližně "položení hlasu") je hudební technika spočívající v postupném crescendu a opětném diminuendu při zachování téže výšky tónu. Tzn., že tón má být nasazen v tiché dynamice, pak postupně zvolna zesiluje, až dosáhne plné síly hlasitosti, poté, podobným způsobem ustupuje zpět do tiché dynamiky.
Tato technika je proveditelná na mnoha hudebních nástrojích, ale zřejmě nejznámější je její použití ve zpěvu.
Technika messa di voce není totéž, co mezza voce (italsky, "polohlasně") – mezza voce znamená, že part se má zpívat na půl síly.
Tuto techniku používali i barokní hráči na violu de gamba, violoncello, housle,..atd.

## Technika
Pěvecká technika messa di voce je obecně považována za velmi pokročilou. K jejímu správnému provedení je nutné, aby se měnila pouze síla (hlasitost) tónu, nikoli výška, intonace, témbr, vibrato atd. To vyžaduje velmi vysokou pěveckou úroveň interpreta, zvláště vokální koordinace, a to zejména v diminuendu. To je jeden z důvodů, proč tato technika často není výslovně požadována a je jen velmi zřídka ke slyšení mimo klasickou hudbu.

## Dějiny
V západní hudbě je fenomén messa di voce spojena se slavnými kastráty, jako byl např. Carlo Broschi, zvaný Farinelli (a dnes je doménou mezzosopránů a kontratenorů, kteří zpívají stejné role v barokních operách). Technika byla rovněž populární v období belkanta, kdy se hojně používala jako dramatická zdobný úvod před árií, jak můžeme pozorovat na příkladě árie Casta diva z Belliniho Normy. Později technika messa di voce ustoupila do pozadí, neboť hlavní proud operního zpěvu se vyvíjel od lehké a komplikované hudba té doby k hlasitějšímu zpěvu spíše deklamačního rázu (podobnému řeči) poloviny až konce 19. století.
V západní populární hudbě je messa di voce ještě méně obvyklá. Dosud se občas vyskytuje v některých zdobnějších uměleckých stylech populární hudby, spíše jako černý gospel a další styly jím ovlivněné (soul apod.).